# ChemPhysChem
ChemPhysChem (abreviado como ChemPhysChem) es una revista científica revisada por pares que publica artículos sobre química física. La revista pertenece a la 'Editorial Union of Chemical Societies (EUChemSoc), una organización que agrupa a 14 sociedades europeas de química pertenecientes a diversos países.
De acuerdo con el Journal Citation Reports, el factor de impacto de esta revista era 3,419 en 2014. Los directores de publicación son Frans C. De Schryve (Katholieke Universiteit Leuven, Bélgica) y James T. Hynes (Escuela Normal Superior de París, Francia).
La revista Single Molecules ISSN 1438-5163, publicada de forma independiente desde el año 2000 a 2002, se ha incorporado a ChemPhysChem en 2003.

## Métricas de revista
2024
- Web of Science Group : 3.102
- Índice h de Google Scholar:148
- Scopus: 3.181